# Estadio Folke Anderson
El estadio Folke Anderson es un escenario deportivo multiusos, ubicado en la avenida 6 de Diciembre y Quito de la ciudad de Esmeraldas e inaugurado el 5 de agosto de 1956. Es usado mayoritariamente para la práctica del fútbol, con capacidad para 14 000 espectadores. Su nombre se debe al empresario local bananero Sven Folke Anderson, quién patrocinó su construcción.
Además de albergar partidos de la Segunda Categoría, Primera B y Primera A del Campeonato Ecuatoriano de Fútbol, el estadio fue sede de los VIII Juegos Deportivos Nacionales Esmeraldas 1996.
El Folke Anderson desempeña un importante papel en el fútbol local, ya que clubes esmeraldeños como Esmeraldas Petrolero, Esmeraldas Sporting Club, Juvenil de Esmeraldas, Juventus de Esmeraldas, 5 de Agosto, Huracán Sporting Club, Vargas Torres, Tácito Ortiz Urriola, Rocafuerte Sporting Club y Sagrado Corazón hacían y/o hacen de locales en este escenario.
El estadio también ha albergado eventos culturales, especialmente conciertos musicales, que también se realizan en el Coliseo Nubia Villacís Díaz y el Recinto Ferial Luis Alberto Raad Estrada de la provincia de Esmeraldas.

## Actualidad
El último encuentro de fútbol profesional de Primera A se disputó en 2017, entre las escuadras de Independiente del Valle y Clan Juvenil de Sangolquí (Pichincha), con victoria del primero por 4-1.
El estadio también sufrió graves daños en su estructura, provocados por el terremoto que afectó a las provincias de Manabí y Esmeraldas el 16 de abril de 2016.